# 七月十八日大道

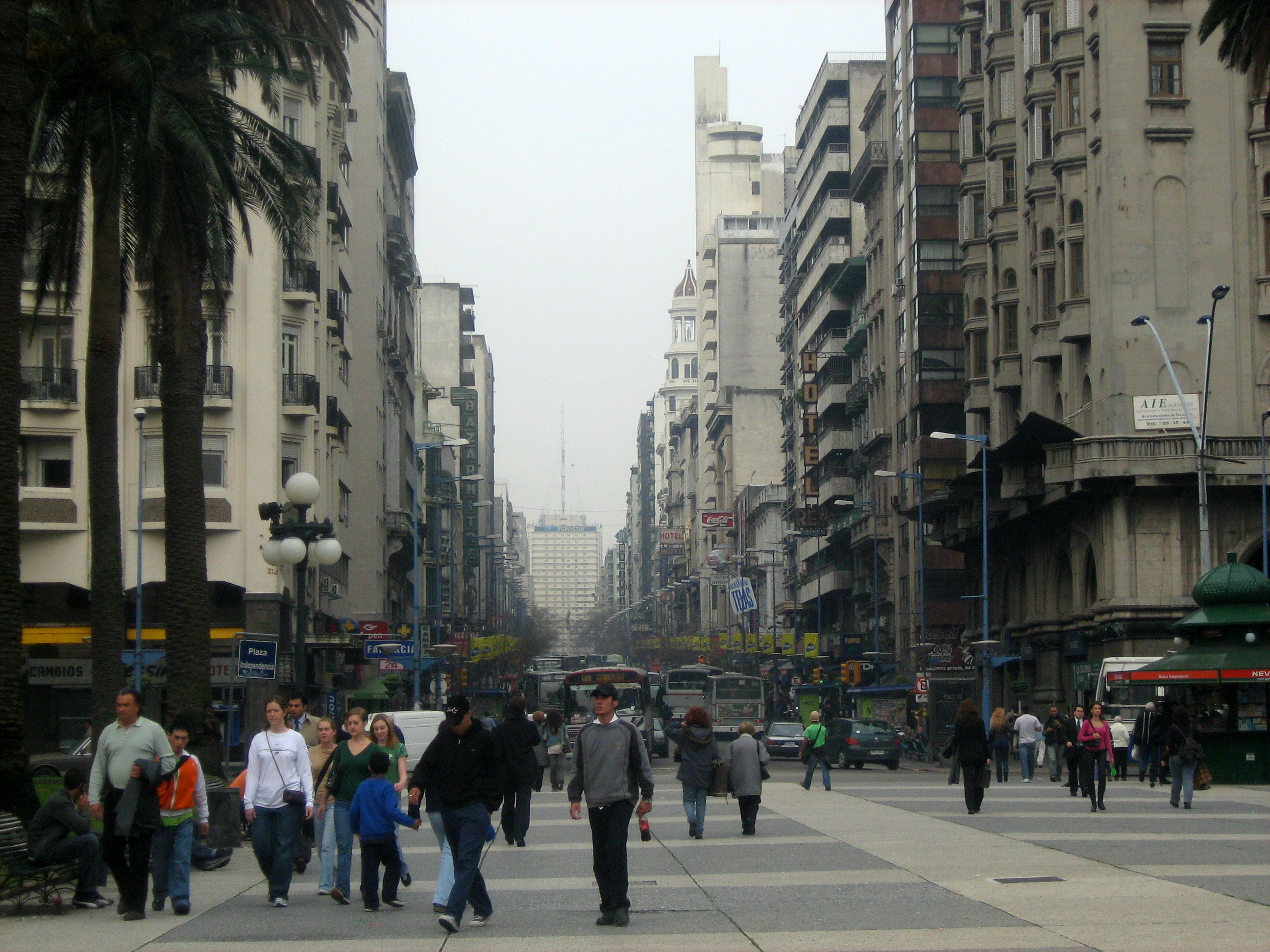
七月十八日大道

七月十八日大道（Avenida 18 de Julio）是乌拉圭蒙得维的亚最重要的一条街道，得名于1830年乌拉圭宪法的颁布日期：1830年7月18日。
七月十八日大道开始于老城内的独立广场（Plaza Independencia），穿越中区和Cordón区，结束于阿蒂加斯大道交会处的蒙得维的亚方尖碑。它虽然不是蒙得维的亚的最宽或最长的街道，但是被认为是该市最重要的街道，无论是作为商业中心，还是旅游中心。

## 地标
这条大道的主要地标：
- 阿蒂加斯陵墓，位于大道起点的独立广场
- Salvo宫（Palacio Salvo）
- 拉皮多大楼（Edificio Lapido）
- Plaza Fabini
- 卡甘查广场（Plaza de Cagancha）
- 蒙得维的亚市政厅
- Iglesia del Cordón
- 共和国大学（Universidad de la República）
- 蒙得维的亚方尖碑，位于大道的末端，与阿蒂加斯大道交汇处